# Taifa di Siviglia
La Taifa di Siviglia (in Arabo, طائفة إشبيليّة, Ta'ifa Ishbiliya) era un regno indipendente Musulmano che sorse in Al-Andalus nel 1023, a seguito della disintegrazione che il Califfato di Cordova aveva subito dal 1009, e che scomparve quando fu conquistato dagli Almoravidi s nel 1091, appartenente cronologicamente ai primi regni taifa.

Durante l'XI secolo il regno di Siviglia fu uno dei centri culturali più importanti di Al-Andalus, con scrittori come Ibn al-Abbar di Almeria; Ibn Zaydun di Cordova; Ibn al-Labbana di Denia; Ibn Hamdis di Siracusa. Anche l'emiro Abbad II al-Mu'tadid e suo figlio Muhammad al-Muʿtamid coltivavano la poesia, iniziati a quest'arte dal poeta Abenamar. Anche i figli di Al-Mutamid, Al-Rashid e Al-Radi furono famosi per i loro scritti.

## Storia

### Prima taifa

Taifa di Siviglia, nel 1037

Il primo emiro della Taifa di Siviglia fu Abu al-Qasim Muhammad ibn Abbad, figlio di Ismail ibn Abbad, appartenente alla famiglia araba degli Abbadidi, che secondo Ibn Khallikan's Biographical dictionary, 3 discendeva dai Lakhmidi, ultimi re di Al-Hira e, come riporta la The History Of The Mohammedan Dynasties In Spain Vol II, un suo avo, di nome Ittaf, originario di un paese nel deserto tra Siria ed Egitto, era giunto in al-Andalus, nel 741 e si era stabilito Tocina, nella zona di Siviglia.

Abu al-Qasim Muhammad, come suo padre, Ismail ibn Abbad, fu un qāḍī (giudice) di Siviglia nei turbolenti anni della disgregazione del Califfato di Cordova, durante la fitna di al-Andalus, descritta dallo storico Rafael Altamira, e, secondo la Histoire des Musulmans d'Espagne, gli succedette nell'incarico alla sua morte, nel 1019, e, che, nel 1023, dopo essere stato nominato governatore di Siviglia dal califfo Yaḥyā b. ʿAlī, secondo La web de las biografias appoggiò la popolazione di Siviglia che negò asilo al califfo, Al-Qasim al-Ma'mun; il fatto viene riportato anche dalla Histoire des Musulmans d'Espagne, e dalla Histoire des Almohades / d'Abd el- Wâh'id Merrâkechi, che riporta che Abu al-Qasim allontanò da Siviglia anche i figli di Al-Qasim al-Ma'mun, Muhammad e Hasan, che governavano la città.

Rifiutando di riconoscere califfi i successori di Yaḥyā b. ʿAlī, Abu al-Qasim proclamò l'indipendenza della regione di Siviglia, come riporta il Diccionario biográfico español, Real Academia de la Historia, governando con il titolo di ḥājib (ciambellano, Maestro di Palazzo), non assumendo il titolo di re.
Dopo il 1031, Abu al-Qasim armò un esercito al comando del suo primogenito, Ismail, che prima attaccò la taifa di Carmona, con successo e poi la taifa di Malaga, dove, abbandonato da parte delle sue trippe, trovò la morte ad Écija il 22 settembre 1039 e la sua testa fu consegnata all'emiro di Malaga.

Dopo la morte del primogenito, Abu al-Qasim continuò a governare la taifa con autorevolezza, continuando a riconoscere l'autorità degli Ommayyadi, come riporta il Muslim Spain and Portugal: A Political History of al-Andalus.
Morì nel 1042, il 23 gennaio o il 24 gennaio e gli succedette al trono il figlio secondogenito, Abbad II al-Mu'tadid.

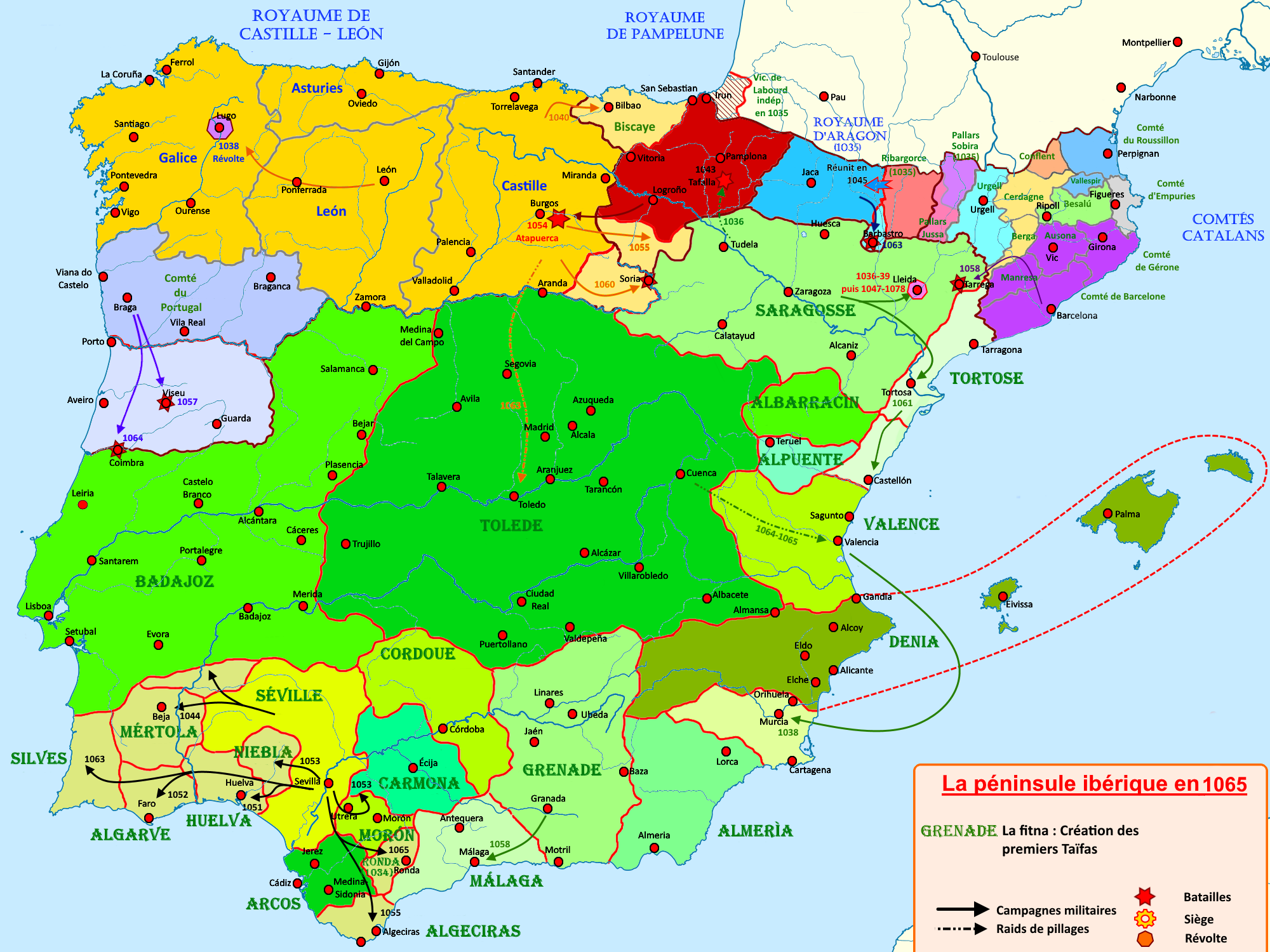
Taifa di Siviglia, nel 1065

Il Muslim Spain and Portugal: A Political History of al-Andalus riporta che Abbad II al-Mu'tadid portò avanti una politica di annessioni, e ampliò i suoi domini conquistando diverse tāʾifa musulmane: quella di Mértola (1044-45), di Huelva e Algarve (1051), Niebla (1053), di Algeciras (1055), Silves (1063), di Ronda (1065), Carmona (1065), Morón (1066) e di Arcos (1069), come riporta il Muslim Spain and Portugal: A Political History of al-Andalus.
Combatté inoltre contro gli Ziridi della Taifa di Granada e gli Aftasidi della Ta'ifa di Badajoz, senza tuttavia ottenere alcun risultato positivo in questi ultimi casi.
Morì nel 1069, il 28 marzo, di morte naturale oppure avvelenato, secondo la Histoire des Almohades / d'Abd el- Wâh'id Merrâkechi. Secondo la History Of The Mohammedan Dynasties In Spain Vol II, morì nel maggio 1069 e gli succedette al trono il figlio Muhammad al-Muʿtamid.

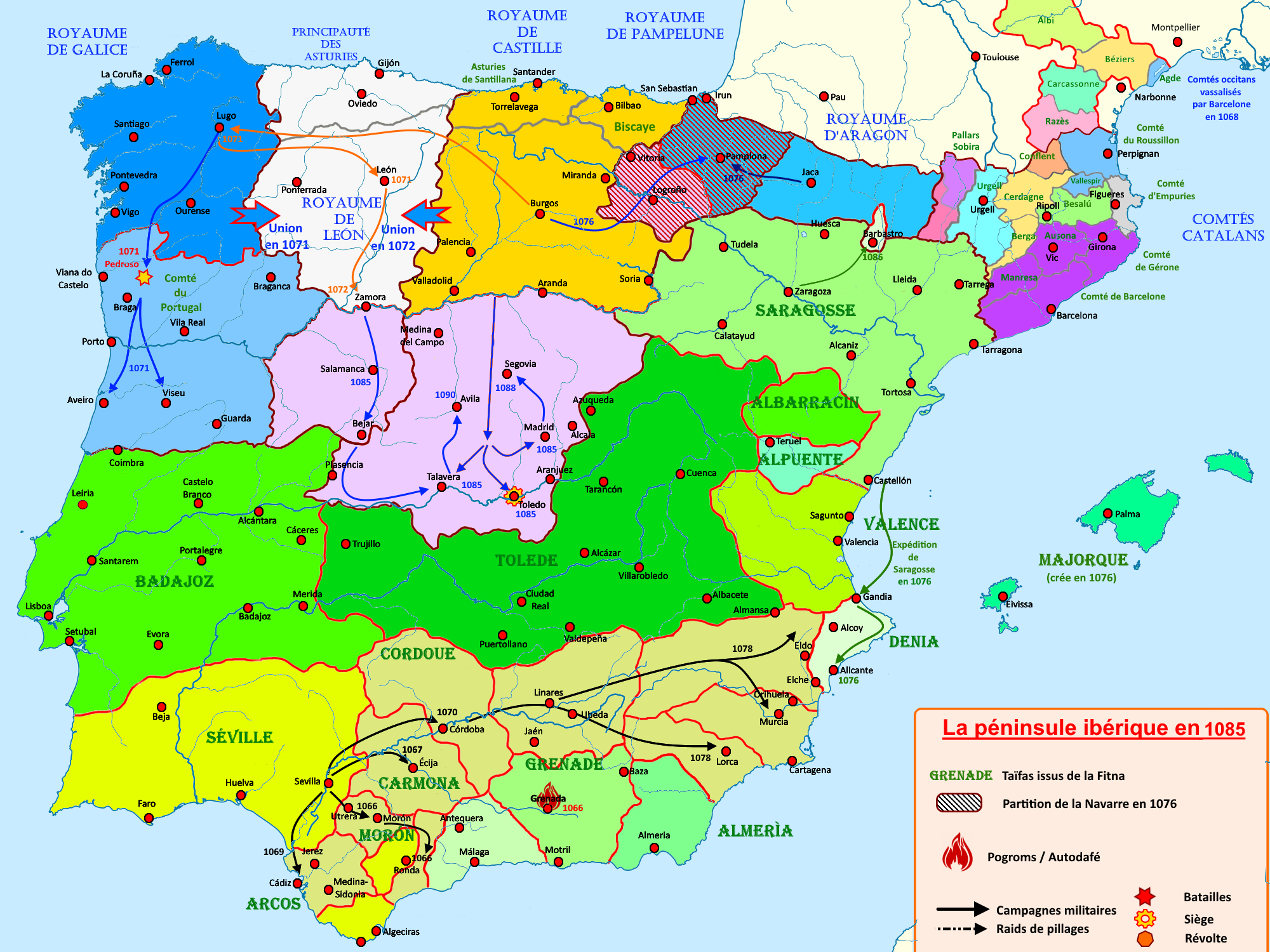
Taifa di Siviglia, nel 1085

Muhammad al-Muʿtamid, dopo essere succeduto al padre assunse il titolo di Al-mu'tamed 'ala-illah (colui che si affida a Dio) e viene descritto come un letterato, che nel 1070, conquistò Cordova e l'annesse alla Taifa di Siviglia, e nel 1078, conquistò la Taifa di Murcia.
Muhammad al-Muʿtamid, dopo che il Re di Castiglia Alfonso VI aveva conquistato Toledo, con i Re delle Taifa di Granada e Badajoz cercarono l'aiuto degli Almoravidi, come riporta lo storico Rafael Altamira; al-Muʿtamid si recò a Marrakech dal califfo, Yūsuf ibn Tāshfīn. 

Gli Almoravidi si resero conto della debolezza che avevano i Regni di Taifa per le loro continue dispute interne, e Yūsuf ibn Tāshfīn conquistò tutti i Regni di Taifa, nel 1091.

In quegli anni, Alfonso VI di León, aveva conquistato il castello di Aledo, che dominava la Murcia e quindi aveva ottenuto la sottomissione di tutti i regni di Taifa della zona, per cui Yūsuf ibn Tāshfīn fu costretto ad assediarlo per tre volte, quasi distruggendolo, per cui Alfonso VI dovette abbandonarlo, mentre Muhammad al-Muʿtamid era stato deposto ed esiliato a Aghmat, in Maghreb, dove mori nel 1095.

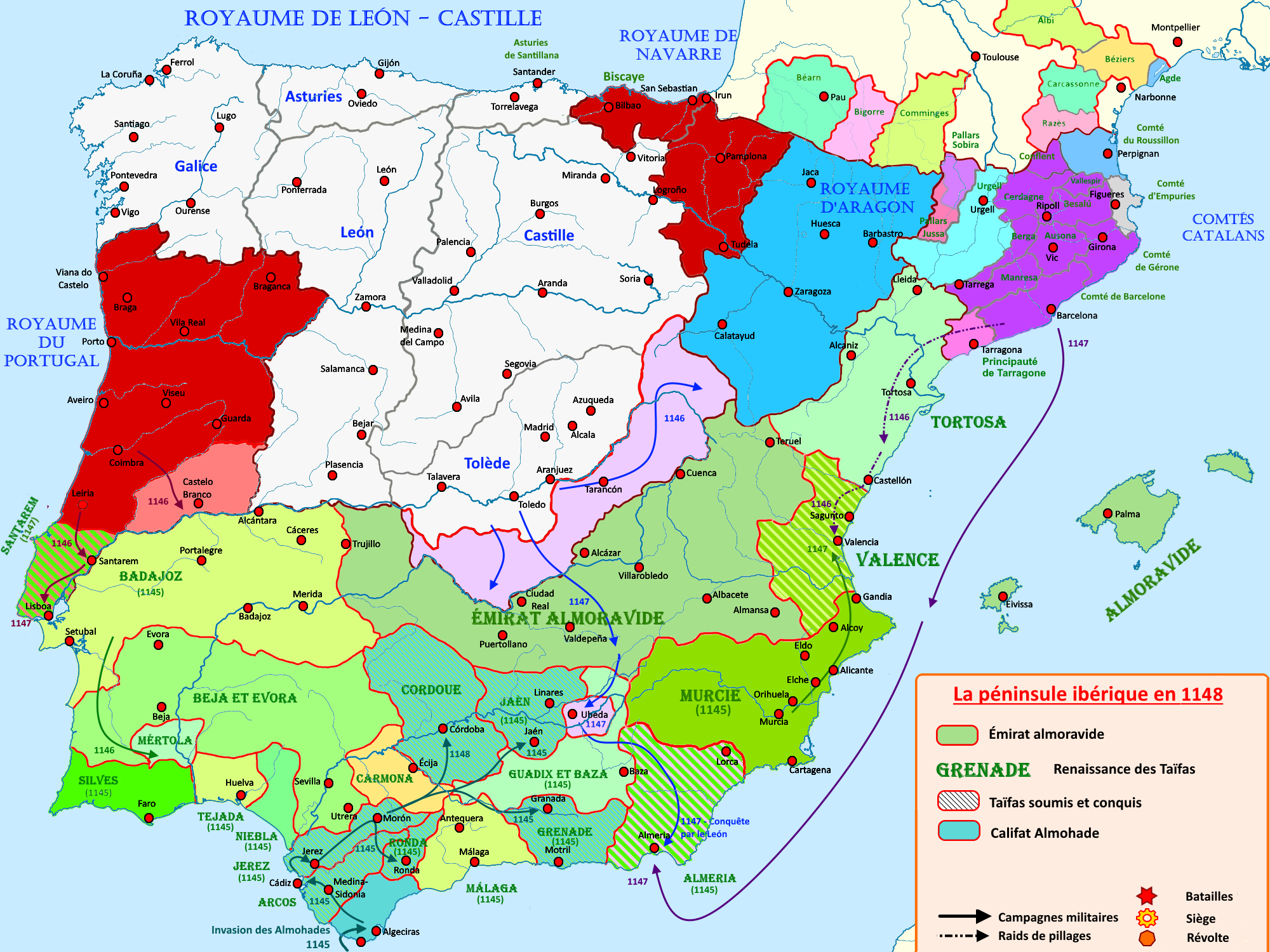
La Taifa di Beja e Évora, nel 1148, includeva Siviglia

### Seconda taifa
Quando l'Impero almoravide perdette vigore vi fu un secondo periodo di espansione dei regni indipendenti, che viene ricordato come Seconda taifa. 
Dopo che Ahmad ibn Qasi, aveva ricostituito la
Taifa di Mértola, nel 1144, anche Beja ed Évora si ribellarono e Siddray b. Wazir fu proclamato emiro della Taifa di Beja e Évora, che, nel 1147, conquistò Siviglia, ma che ebbe vita breve, in quanto dopo che gli Almohadi, nel 1150, avevano sconfitto e imprigionato Ibn Qasī, Siviglia ed altre città ne riconobbero l'autorità.

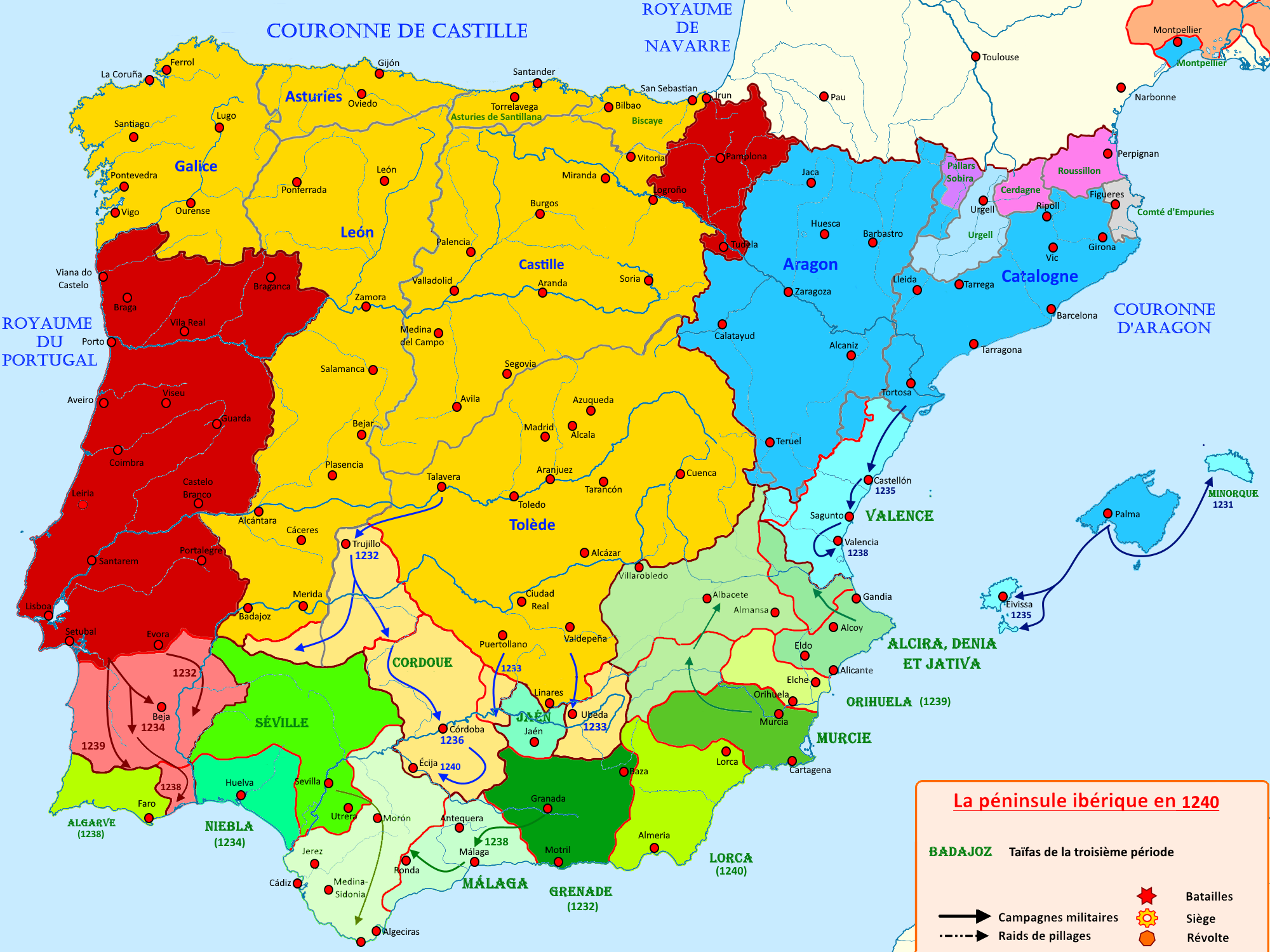
La Taifa di Siviglia, nel 1240

### Terza taifa
Dopo la sconfitta nella Battaglia di Las Navas de Tolosa (1212) il potere almohade nella penisola fu notevolmente indebolito e il loro dominio divenne puramente teorico, proliferando nuove taifa che si sarebbero dichiarate indipendenti.

Dopo che a Murcia, Ben Hut dei Banu Hud, aveva preso il titolo di emiro, nel 1228, come riporta la The History Of The Mohammedan Dynasties In Spain Vol II, oltre che fare incursioni nei territori cristiani, aveva esteso la sua autorità su Granada, Malaga, Almeria, Cordova, Jaen e altre città, anche Siviglia ne riconobbe la guida e, nel 1238, dopo l'assassinio di Ben Hut, riconobbe l'autorità dell'emiro Hafsi, Abu Zakariyya Yahya, che si trovava in Tunisia, e che inviò un governatore, che mantenne buoni rapporti col re di Castiglia Fernando III.
Nel 1246 Ibn al-Yadd espulse il governatore Hafsi, Abu Fares, e come emiro di Siviglia, firmò una tregua con Fernando III. Gli elementi contrari a questo accordo lo assassinarono e il loro leader, Sakkag, divenne il nuovo sovrano di Siviglia. Fernando III non gradì e mise la città sotto assedio e Siviglia fu conquistata da Fernando III nel 1248, integrandosi così nella Corona castigliano-leonese.

### Fonti primarie
- (FR)  Histoire des Almohades / d'Abd el- Wâh'id Merrâkechi
- (EN)  The History Of The Mohammedan Dynasties In Spain Vol II
- (EN)  Muslim Spain and Portugal: A Political History of al-Andalus
- (EN)  Ibn Khallikan's Biographical dictionary, 3
- (FR)  Histoire des Berbères et des dynasties musulmanes de l'Afrique, Volume 2

### Letteratura storiografica
- Rafael Altamira, "Il califfato occidentale", in: «Storia del mondo medievale», Cambridge History of Middle Age, vol. II, 1999, pp. 477–515.]
- Rafael Altamira, La Spagna (1031-1248), in "Storia del mondo medievale", vol. V, 1999, pp. 865–896
- La recomquista
- (EN)  Historia de la Región de Murcia Edad Media